# Rafael Beltrán Moner
Rafael Beltrán Moner (Vila-real, 20 de gener de 1936) és un compositor i pianista valencià. Molt prompte, des dels set anys, és ja iniciat en els estudis de solfeig per son pare, el mestre Vicente Beltrán Cortés, aleshores director musical de l'Agrupació Coral "Els XIII" i professor de violí en aquesta entitat vila-realenca, on, superant les dificultats dels anys de la guerra i la postguerra, es desenvolupa una enriquidora activitat associativa i artística en camps com el teatre, la sarsuela i el cant coral.

## Inicis en la música lleugera[calcitació]
El jove Rafael continua els estudis amb la professora Maruja Calatayud i després amb Flora Trasobares amb la qual realitza els de piano, acompanyament, música de cambra, història i estètica, i es va a examinar periòdicament al Conservatori Superior de Música de València, on és dirigit en els cursos superiors de piano pel mestre Leopoldo Magenti. Inicia igualment els estudis d'harmonia amb el director de la Banda Municipal de Castelló Eduardo Felip, per continuar aquesta assignatura a València amb el mestre Miguel Asíns Arbó.
Mentre compleix amb el servei militar a Eivissa, completa estudis d'harmonia i composició amb el llavors comandant director de la música militar José López Calvo i, de nou a València, amb el mestre Más Quiles. Mentre cursa estudis, dirigeix la banda "Unió Musical La Lira" de la seua ciutat, participa com a pianista en representacions de sarsuela i espectacles de varietats, i s'inicia com a compositor de música lleugera, algunes de les quals arriben a ser gravades discogràficament. Formant part d'un conjunt musical que portava el nom de "Los 7 del Mediterráneo", Rafael Beltrán s'introdueix en el món professional amb gires que el porten a diversos escenaris tant del nostre àmbit més proper com per Suïssa i Portugal. El 1964 es trasllada a Madrid, on establirà residència fins a la data actual. S'ocupa aleshores com a arranjador en gravacions discogràfiques i com a comentarista musical en "Radio Juventud" de la "Cadena Azul de Radiodifusión". Al mateix temps actua com a mestre director amb artistes tan populars com Lolita Sevilla, Los Cinco Latinos, Raphael, Rocío Jurado i Amancio Prada. Igualment intervé com a músic acompanyant en els espectacles de ballet dirigits per la coreògrafa russa Valentina Kashuba, amb un amplíssim repertori de caràcter clàssic.

## Activitat docent i audiovisual[calcitació]
L'any 1969 va ingressar per oposició en el Departament de Música de Televisió Espanyola en l'especialitat de muntador musical, dedicació que compaginarà, des de 1982, amb la de professor de l'Institut Oficial de Ràdio i Televisió. Fruit de la seua docència és la publicació del llibre "La Ambientación Musical", que serà text de referència per a nombroses promocions d'alumnes d'aquesta matèria en els estudis de Comunicació Audiovisual, i imparteix cursos intensius sobre aquesta especialitat a Madrid, Barcelona, La Corunya, Castelló, València, Tenerife i en el centre de formació de la Radiotelevisió Portuguesa, a Lisboa.
En 1994 va ser membre del Jurat del Festival de l'OTI i en 1995 és invitat com a ponent al Congrés de Música de Cine de la Mostra de València. Eixe mateix any col·labora com a assessor en els treballs inaugurals de l'Auditori Municipal de Vila-real on s'estrena la versió per a orquestra de la seua "Simfonia Popular" escrita especialment per a aquest acte i interpretada per l'Orquestra Simfònica de RTVE, sota la direcció del mestre Enrique García Asensio. Component de l'Associació de Músics Simfònics Valencians, entre els guardons que ha rebut per la seua obra destaca el Primer premi del "III Premio Internacional de Música Electroacústica SGAE 2003" amb l'obra "Quartet 189".
En la seua vessant com a creador musical a l'àmbit audiovisual, és ben coneguda l'activitat de Rafael Beltrán com a autor de les sintonies de programes televisius tan coneguts com "Informe semanal", "Estudio estadio", "Sesión de noche", "Otros pueblos", "Canal nostalgia" i la de tancament d'emissions de TVE. I és també compositor de les bandes sonores de múltiples sèries: "Mundo en acción", "La ruta de Orellana", "El 98", "El mundo de la velocidad", "El mundo del espacio", "El mundo del espacio", "El mundo del tenis", "Tauromaquia", "Otros pueblos", "El instante más largo", "Relatos arqueológicos", "Desafío al viento", "Fórmula 1", "Españoles en el Pacífico" o "La expedición Malaspina", i de documentals com "Manuel Vicent", "Arquitectura para una exposición", "Cuenca de la A a la Z" i "Tolouse-Lautrec".
Quant a produccions dramàtiques, Beltrán ha creat els fons musicals de les sèries de TVE "La gitanilla", "Los cómplices" i "Otoño romántico" i dels representacions en estudi de les obres "Edipo en Colona", "Pomme, pomme, pomme" i "Hamlet en los suburbios". Als darrers anys ha dedicat igualment atenció a produccions cinematogràfiques tant llargmetratges: "Habibi", "Futuro imperfecto" o "Calé", o la banda sonora de curts: "Indicios", "El derecho de asilo", "Ecos" i "Cinco minutos en el tiempo".

## Composicions contemporànies[calcitació]
A banda de la seua activitat laboral, com a inspirat compositor contemporani, Rafael Beltrán ha acumulat un impressionant catàleg de peces de música de cambra, com ara les titulades: "Suite cordobesa" (violoncel sol), "Finestres baixes" (flauta i piano), "Preludio en blues y fuga" (duo guitarres), "Gregal" (violoncel i piano), "Orichalcum" (quintet de metalls), "Sons blaus" (flauta i quartet de saxos), "Prólogo y tres temas" (piano), "Del poble" (orquestra de pols i pua), "Nanos i gegants" (orquestra de pols i pua), "Portuguesa" (orquestra de pols i pua), "Homenatge (a Tárrega)" (guitarra i quartet de corda), i "Concert per a quartet de corda" totes elles estrenades públicament i, en molts casos convertides en gravacions en CD.
Pel que fa a la música simfònica, és autor d'obres com la "Sinfonía popular" (per a orquestra), "Gener 1706" (orquestra i versió banda), "Pentacord 755" i "Dodecare" (per a orquestra de corda), "Renàixer" (concert per a clarinet i banda), "El ball de la plaça" (esbós folklòric), "Bodas de Diamante" (marxa commemorativa), "Nit de bruixes" (poema simfònic), "Dansa de l'aguilot" (trombó i banda). Rafael Beltrán ha escrit igualment partitures per acompanyar textos teatrals com els drames sacres "El nacimiento" o "Natanael", comèdies musicals com "Los cómplices" i "La niña de la ventera", i la música incidental per a l'espectacle del grup "Xarxa Teatre" anomenat "El foc del mar". Igualment ha escrit composicions corals com els "Cantares de Campoamor", "Himno del Centenario", "El ball de la plaça" (per a cor, ball i banda) i les "Albades de Nadal" (per a quatre veus mixtes i veus blanques, sobre textos populars), estrenada el 2004 a l'Auditori de Vila-real.

## Música per a Vila-real
Resultat de la seua estreta vinculació amb la seua ciutat natalícia és l'encàrrec de l'anomenada "Missa del llaurador" commemorativa de les Bodes d'Or de la Cooperativa i Caixa Rural de Vila-real. Igualment, l'any 1973 i per tal de celebrar el setè Centenari de la Fundació de la ciutat castellonenca, la Corporació Municipal li fa encàrrec d'una "Missa Solemne dedicada a Vila-real" que escrita per a sis veus mixtes, solistes, orquestra, òrgan i guitarres, va ser estrenada a l'Església Arxiprestal de Sant Jaume el dia 19 de febrer de 1974. Altres composicions corals seues de caràcter religiós són una "Missa popular a sant Pasqual", la "Missa a Santa Maria del Madrigal" i els cants propis de la Missa per al Quart Centenari de la mort de sant Pasqual, estrenats en la solemne cerimònia oficiada en la Basílica pel Cardenal Vicent Enrique i Tarancón, en presència de S.M. el rei Joan Carles I al maig de 1992. Entre altres peces de caràcter popular destaquen "Vila-real en festes" (per a dolçaina i banda), els pasdobles Vila-realeries i Tauromaquia, i els cercaviles José Ramón Sancho i Festes del poble.
En reconeixement de la seua aportació al patrimoni musical i cultural de Vila-real, al febrer de 2005 li va ser concedida la Medalla d'Honor de la Ciutat.